# Paul Sescau
Paul Sescau (18. listopadu 1858, Paříž – 1. května 1926, tamtéž) byl francouzský fotograf, přítel Henriho de Toulouse-Lautreca.

## Životopis
Paul Sescau, syn z rodiny pařížské bankovní a komerční buržoazie, vytušil, že jeho budoucnost potemní, když jeho rodiče kolem roku 1880 zbankrotovali. Poté se musel vzdát privilegovaného postavení a začít pracovat jako obchodní zaměstnanec. S vášní pro fotografování se rozhodl pro svou profesi a otevřel si v roce 1893 ateliér na adrese rue Rodier 53 v Paříži.
V roce 1896 se přestěhoval na náměstí Place Pigalle 9 do budovy, kde se nacházela umělecká kavárna La Nouvelle Athènes, kam chodil Henri de Toulouse-Lautrec. Své umění uplatňoval jako portrétista a také publikoval fotografie v podobě dobového fotorománu.
S využitím své instalace blíže mnoha umělcům se rychle stal specialistou na fotografickou reprodukci obrazů. Inovoval i po technické stránce, vynalezl „sescaugraphy“, reprodukční proces, a v roce 1900 patentoval proces „elektro-email“.
Byl také nadaný pro hudbu a vynikal v hraní na banjo, což mu přidalo na pověsti sukničkáře a veselého chlapíka, který miluje převleky, Sescau se stal malebnou postavou Montmartru. Po smrti Toulouse-Lautreca, příchodu první světové války a konci Belle Époque upadl do jistého zapomnění. Zemřel v roce 1926 a jeho fotografické archivy zmizely, pouze album 35 fotografií bylo převedeno do Francouzské národní knihovny.

## Paul Sescau a Toulouse-Lautrec
Sescau se s malířem nepochybně setkal při návštěvě kavárny La Nouvelle Athènes a prostřednictvím Maurice Guiberta, amatérského fotografa a přítele Lautreca. Fotografoval pro něj jeho obrazy, aby je mohl prezentovat galeristům, jak dokládá korespondence, a se svým klientem udržuje velmi přátelské vztahy. Stejně jako Sescau byl i Lautrec fotografován v přestrojení Mauricem Guibertem nebo Françoisem Gauzim, čtyři komplicové využívali fotografii vtipným způsobem. Existují také fotografie Sescaua, které sloužily jako předlohy pro kompozici děl Lautreca, stejně jako využíval záběry Maurice Guiberta.

## Publikace
- Pierre Guédy, Amoureuse trinité, kol. Excelsior, Paříž, vyd. Nilsson, 1897, obsahující 110 fotografií Paula Sescaua.
- Gyp, Totote, kol. „Excelsior“, Paříž, vyd. Nilsson, 1897.

## Galerie

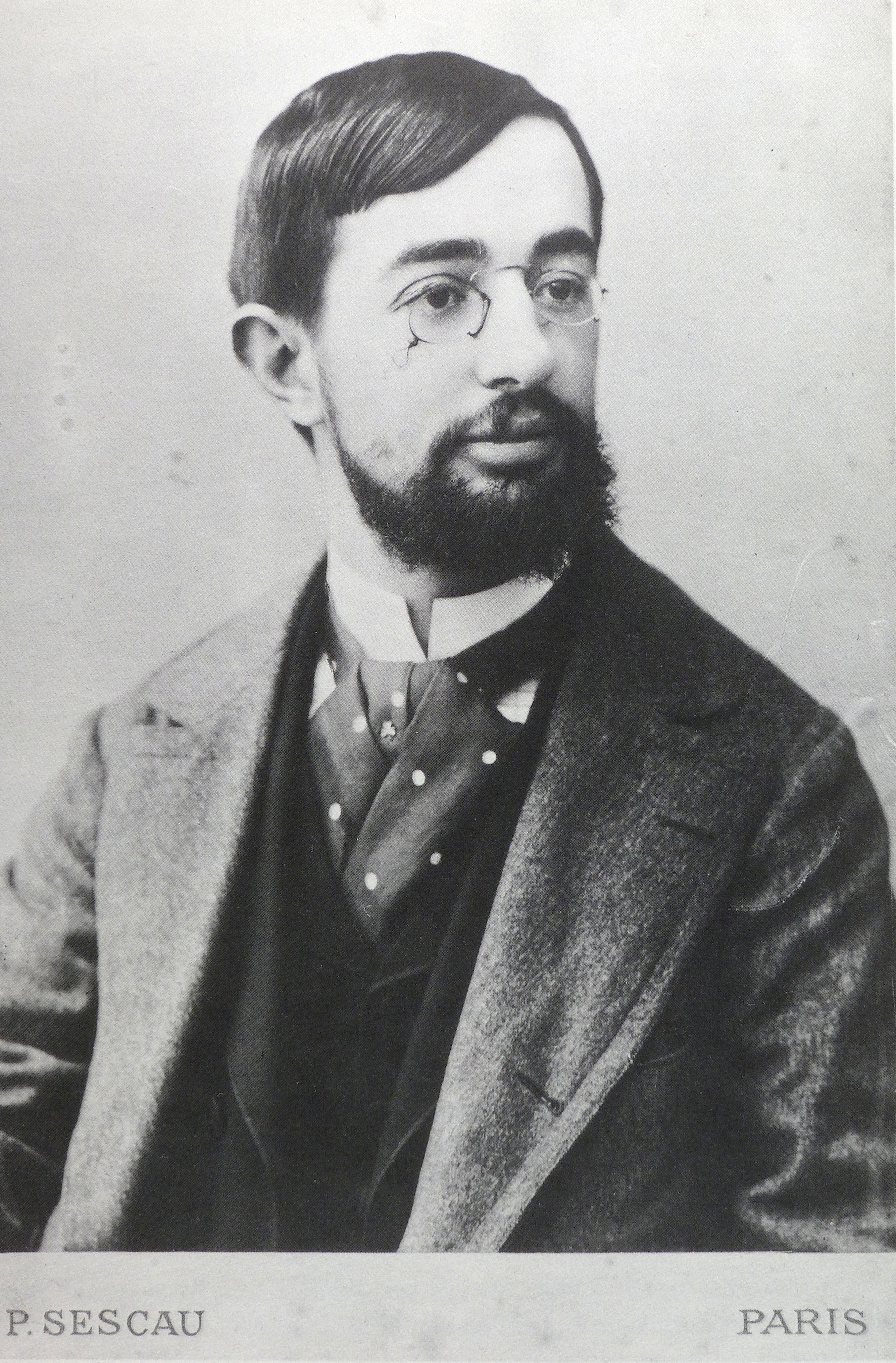
Paul Sescau, Portrét Henriho Toulouse-Lautreca, 1891
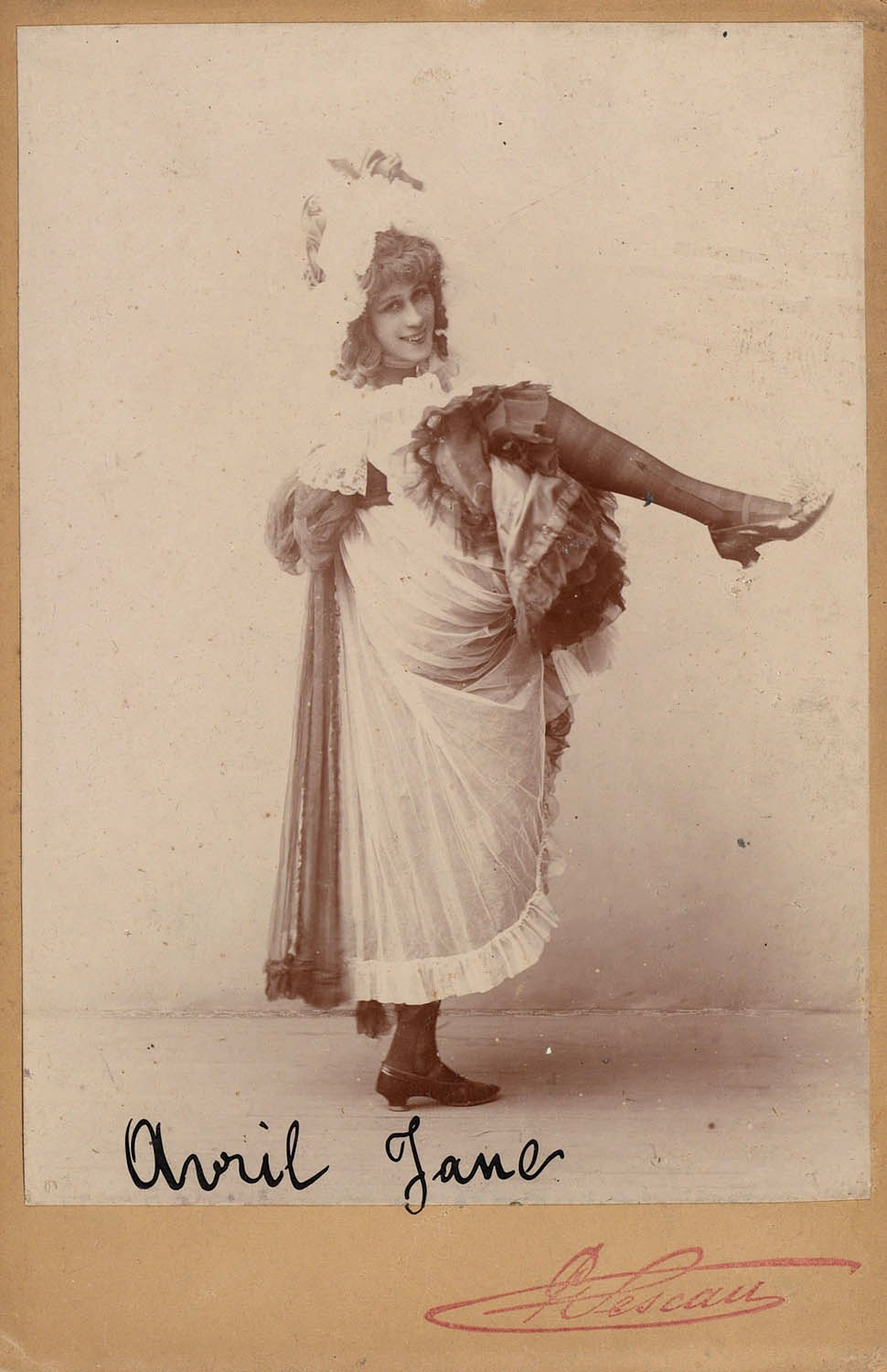
Paul Sescau, Portrét Jane Avrilové, 1899
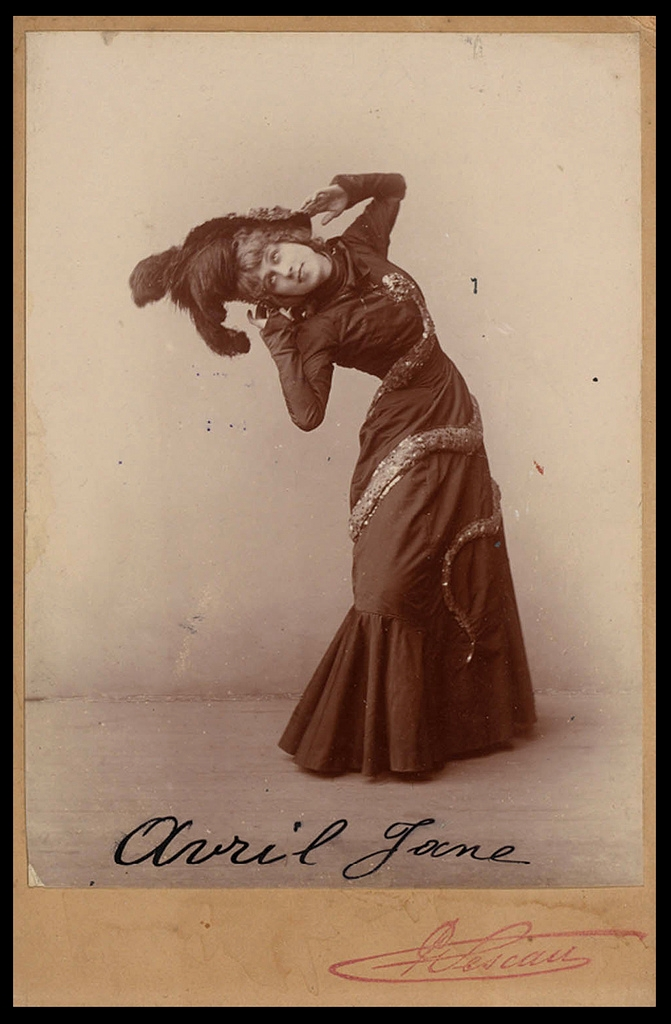
Paul Sescau, Portrét Jane Avrilové, 1899
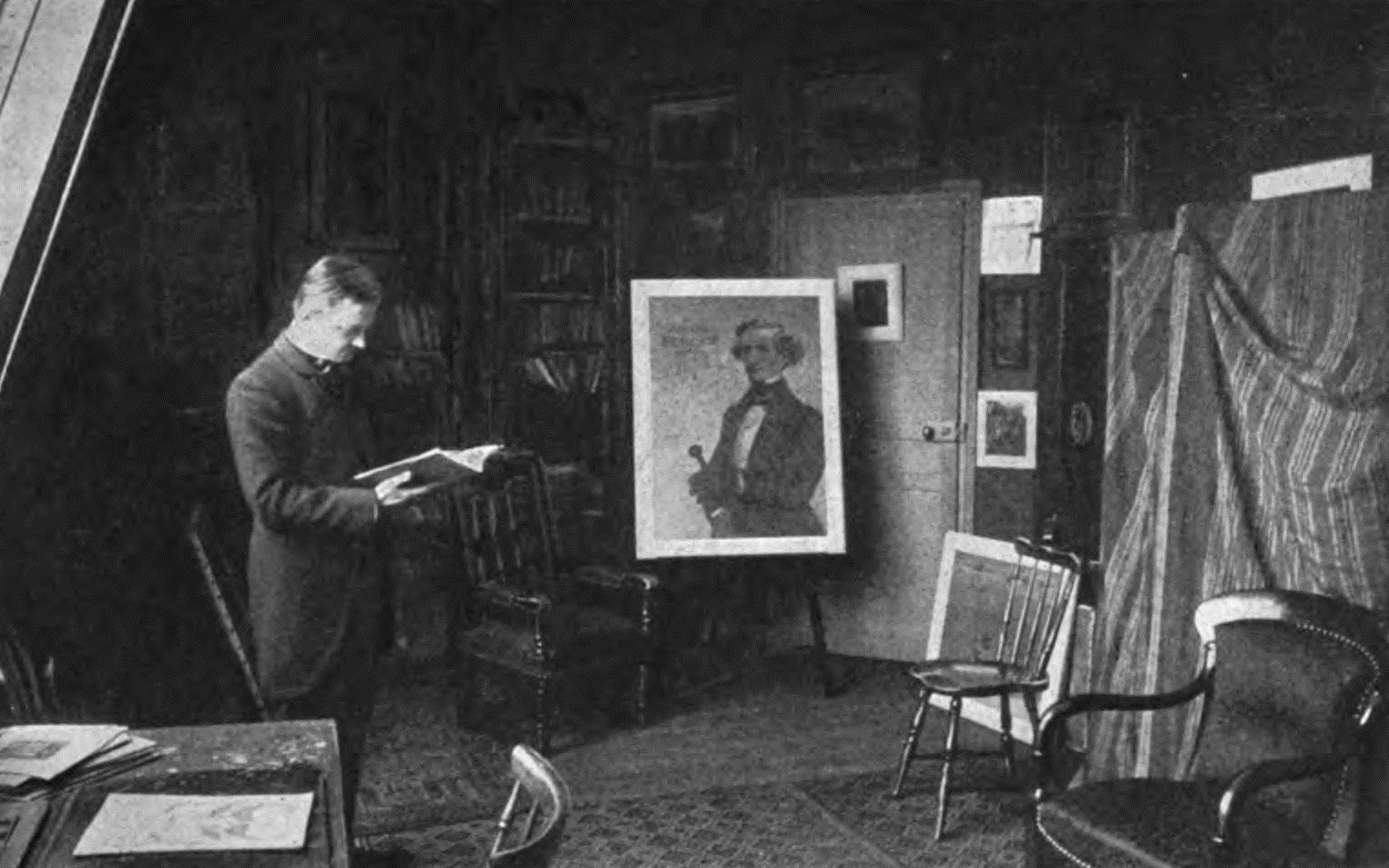
Félix Vallotton ve svém studiu
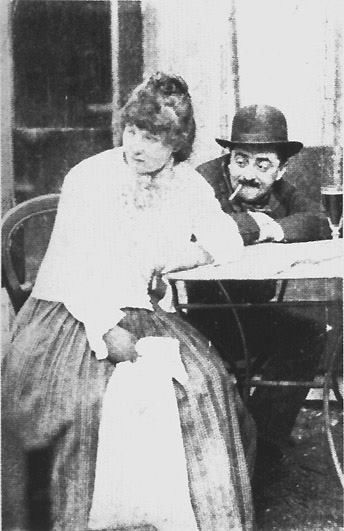
Maurice Guilbert s modelkou pózují k obrazu Á la mie, 1891
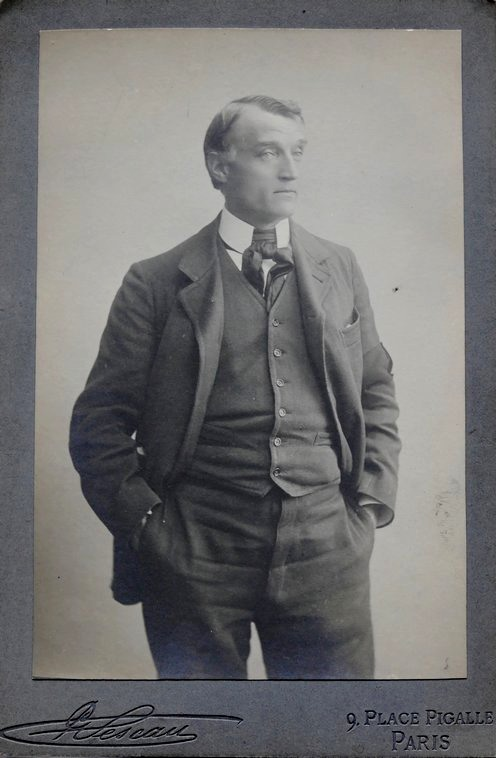
Portrét muže
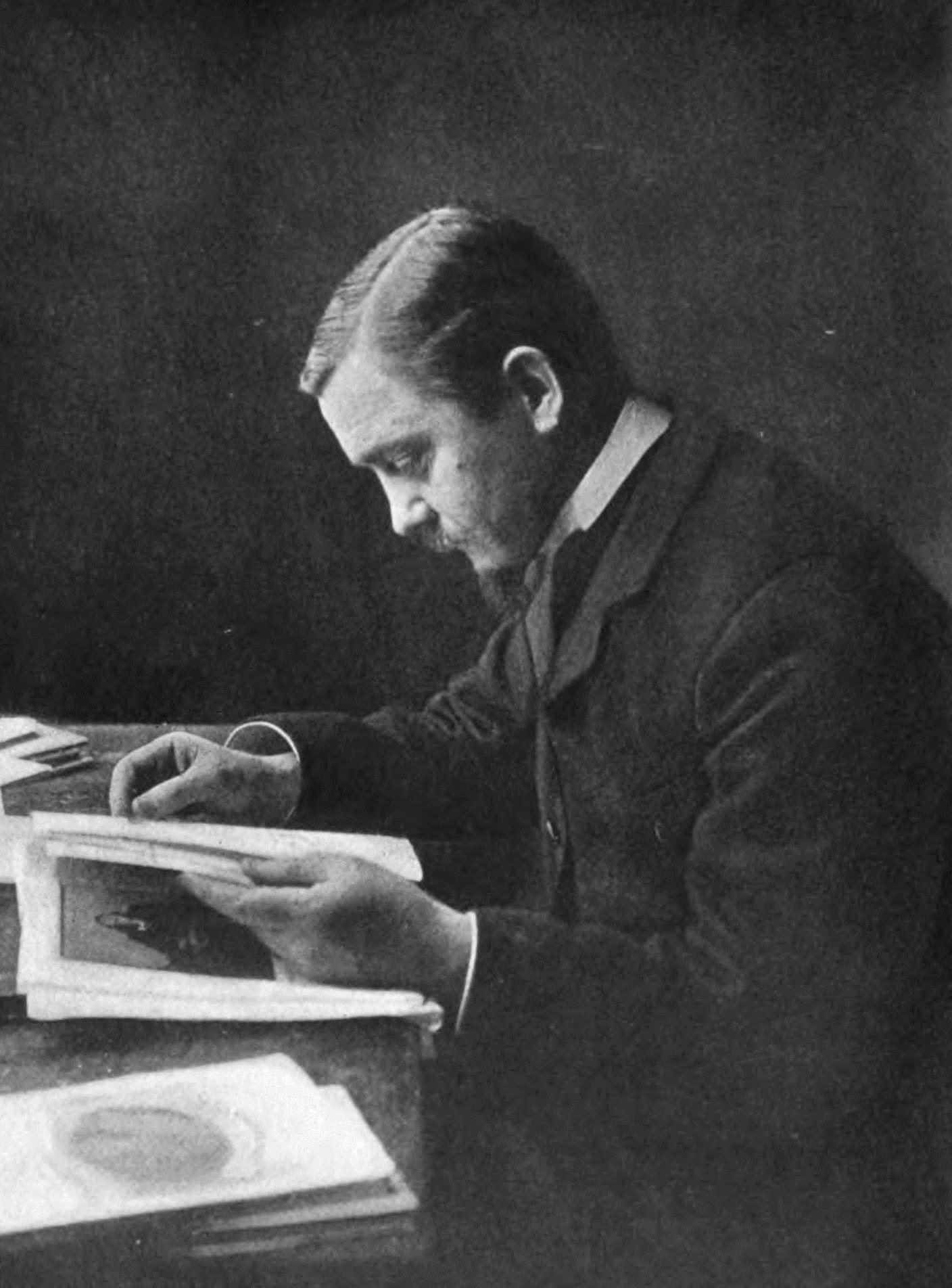
Félix Vallotton
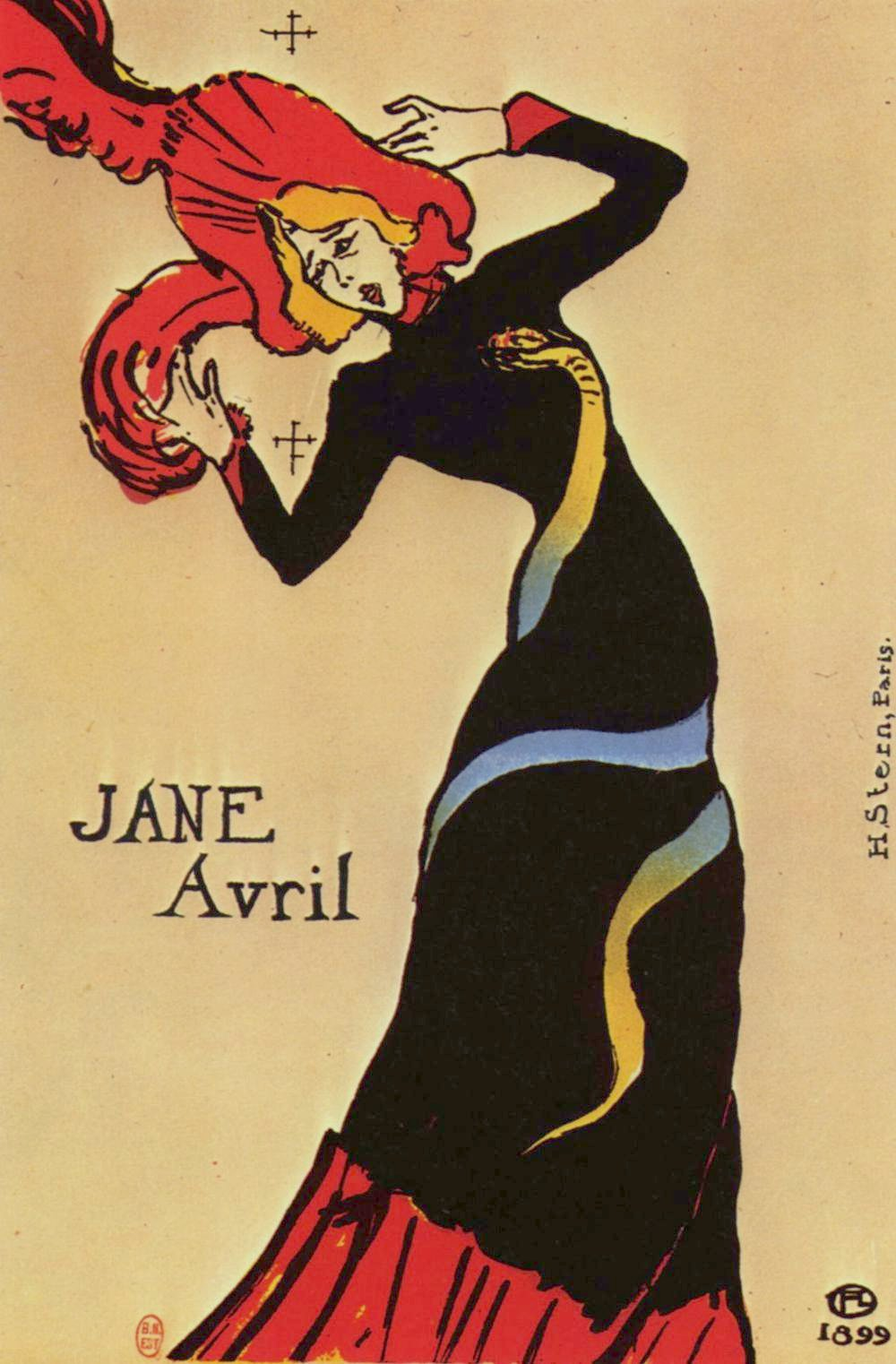
Henri de Toulouse-Lautrec, Jane Avrilová (plakát, 1899), litografie podle předchozí fotografie Paula Sescaua.
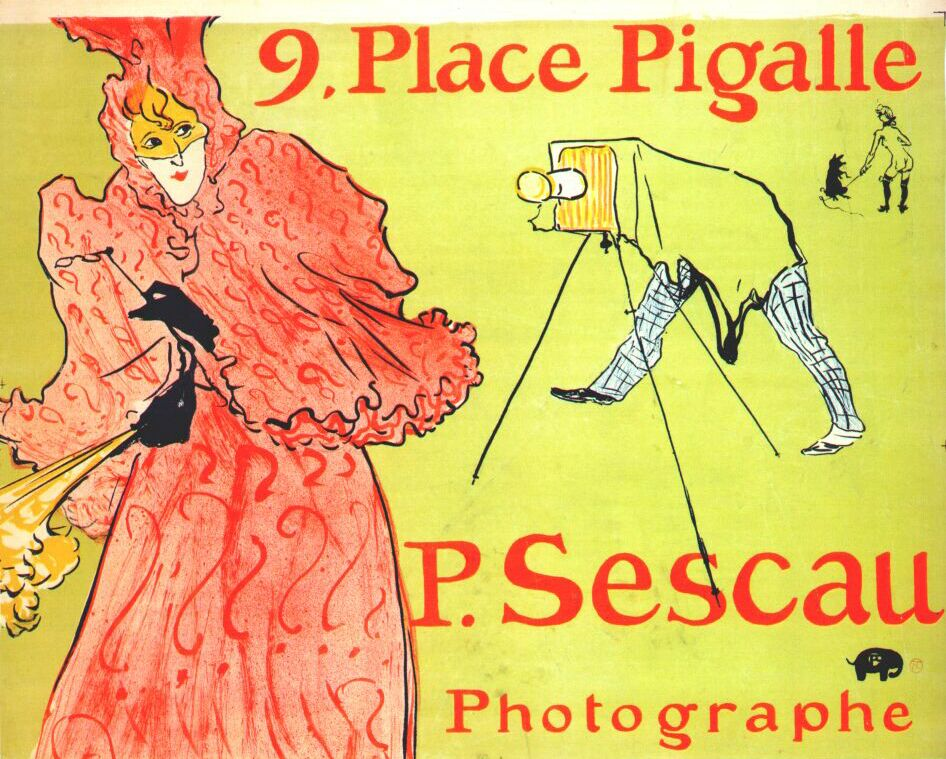
Henri de Toulouse-Lautrec, reklamní plakát pro ateliér Paula Sescaua, 1896